# Suso (fotbollsspelare)
Artikeln följer den spanska namnseden; faderns efternamn är Fernández och moderns efternamn Sáez de la Torre.
Jesús Joaquín Fernández Sáez de la Torre, mer känd som Suso, född 19 november 1993, är en spansk fotbollsspelare (mittfältare) som spelar för Sevilla.

## Karriär
I januari 2015 skrev Suso på ett 4,5-årskontrakt för Milan. Den 29 januari 2020 lånades Suso ut till spanska Sevilla på ett låneavtal över 18 månader med en tvingande köpoption därefter. Den 20 juli 2020 meddelade Sevilla att de hade värvat Suso, som skrev på ett femårskontrakt med klubben.